# Cholewy (powiat warszawski zachodni)
Cholewy (dawna nazwa Dobra-Cholewy) – wieś w Polsce położona w województwie mazowieckim, w powiecie warszawskim zachodnim, w gminie Błonie. Ma status sołectwa. Wieś wypoczynkowo-rekreacyjna.
| SIMC    | Nazwa    | Rodzaj    |
| ------- | -------- | --------- |
| 0000141 | Cholewki | część wsi |

Wieś szlachecka położona była w drugiej połowie XVI wieku w powiecie sochaczewskim ziemi sochaczewskiej województwa rawskiego. W latach 1975–1998 miejscowość należała administracyjnie do województwa warszawskiego.